# Смикавець жовтуватий
{{#ifeq:0|0|{{#if:|{{#if:Cyperusflavescens|[[]}}|}}}}
Смикавець жовтуватий, ситовник жовтуватий як Pycreus flavescens (Cyperus flavescens) — вид рослин родини осокові (Cyperaceae), поширений у Європі, Азії, Північній Америці, Південній Америці, Африці.

## Опис
Однорічна трав'яниста рослина 5–40 см заввишки, росте в щільних пучках. Стебла тупо-3-гранні. Листки (3)10–18 см × (0.5)1.5–2(2.6) мм, листові пластини часто відсутні, основи з 1 червонуватою піхвою. Суцвіття зонтиковиде, пухке, з нерівними, досить короткими променями. Колоски 5–12 мм довжиною, жовтуваті або жовтувато-бурі. Тичинок 3. Горішок плоский, звернений до осі колоска вузьким краєм (ребром), 1–1.2 × 0.8 мм.

## Поширення
Поширений у Європі, Азії, Північній Америці, Південній Америці, Африці.
В Україні зростає на вологих берегах, болотистих луках — в Закарпатті, Поліссі та Лісостепу, зазвичай; в Степу (на піщаних терасах річок).

## Галерея

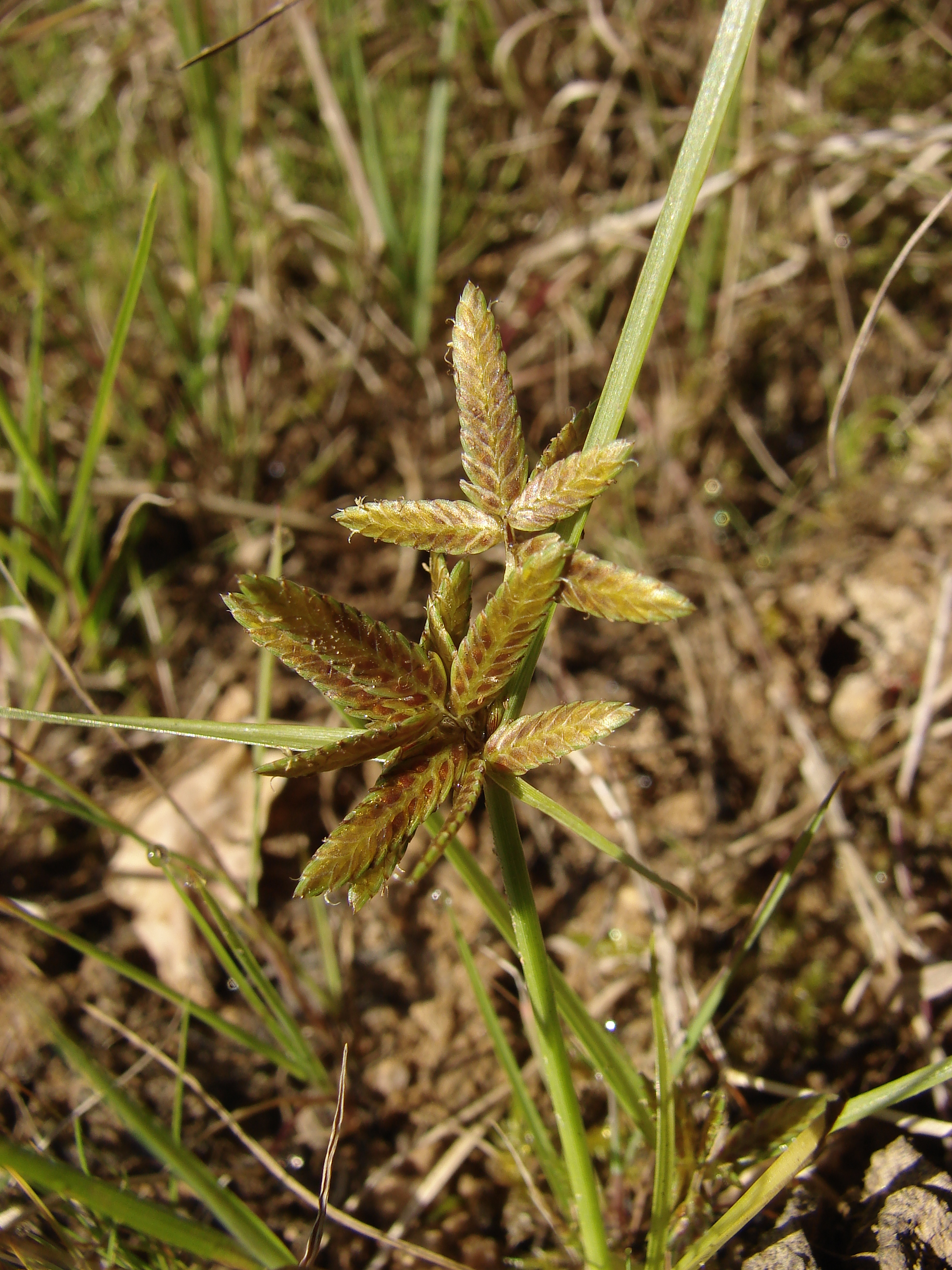
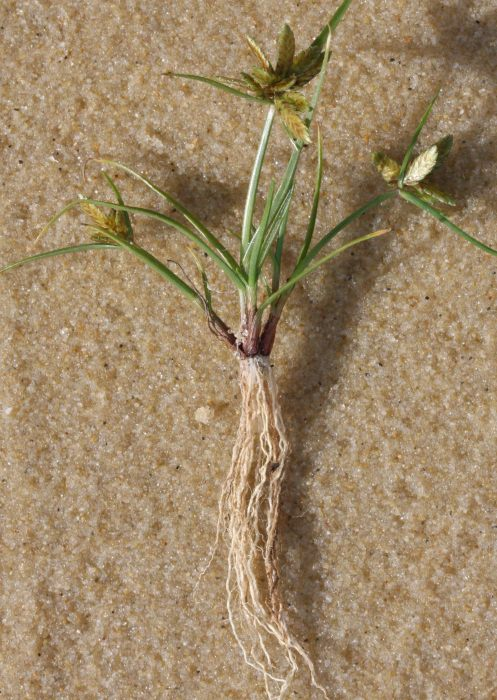
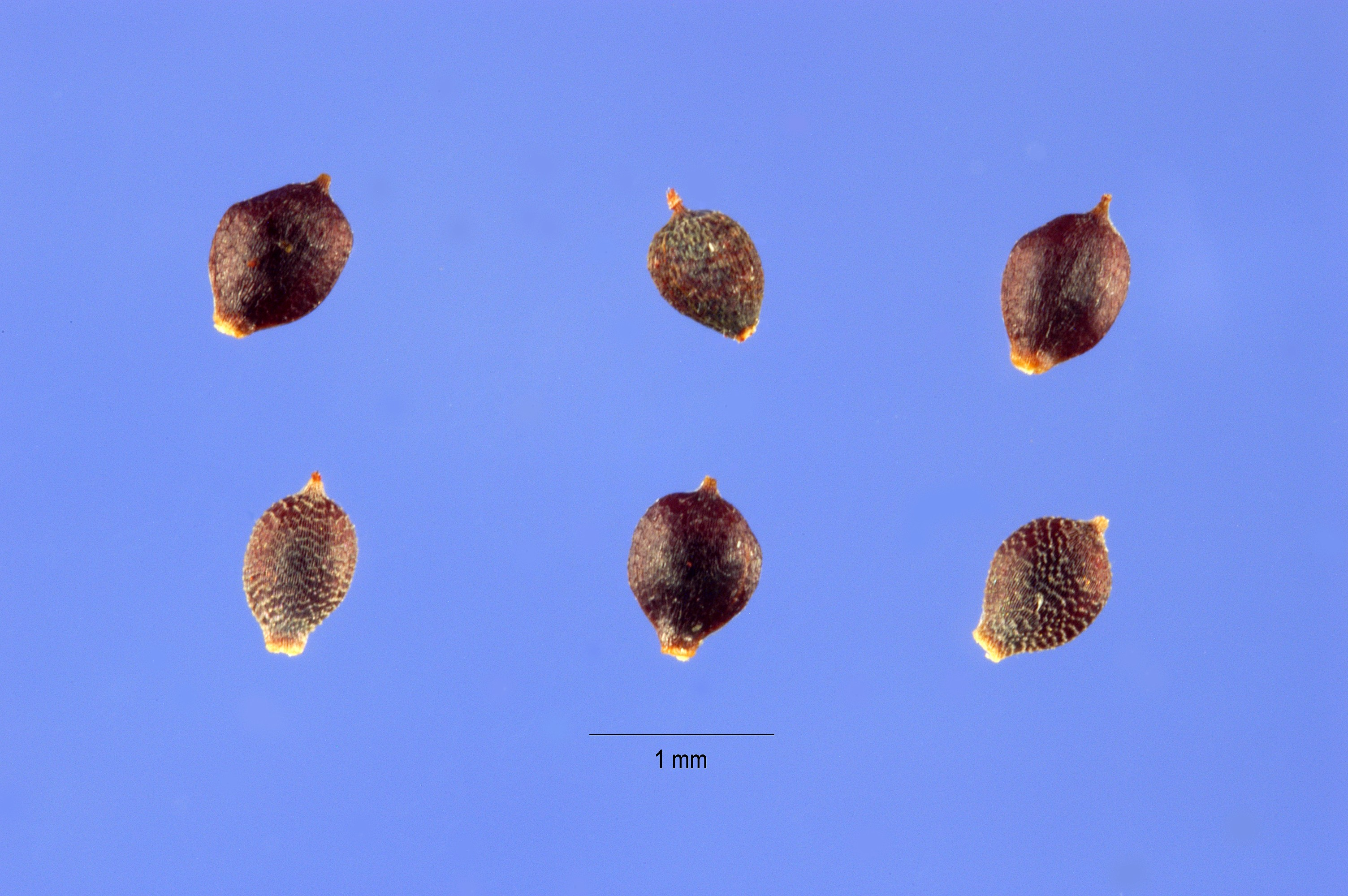
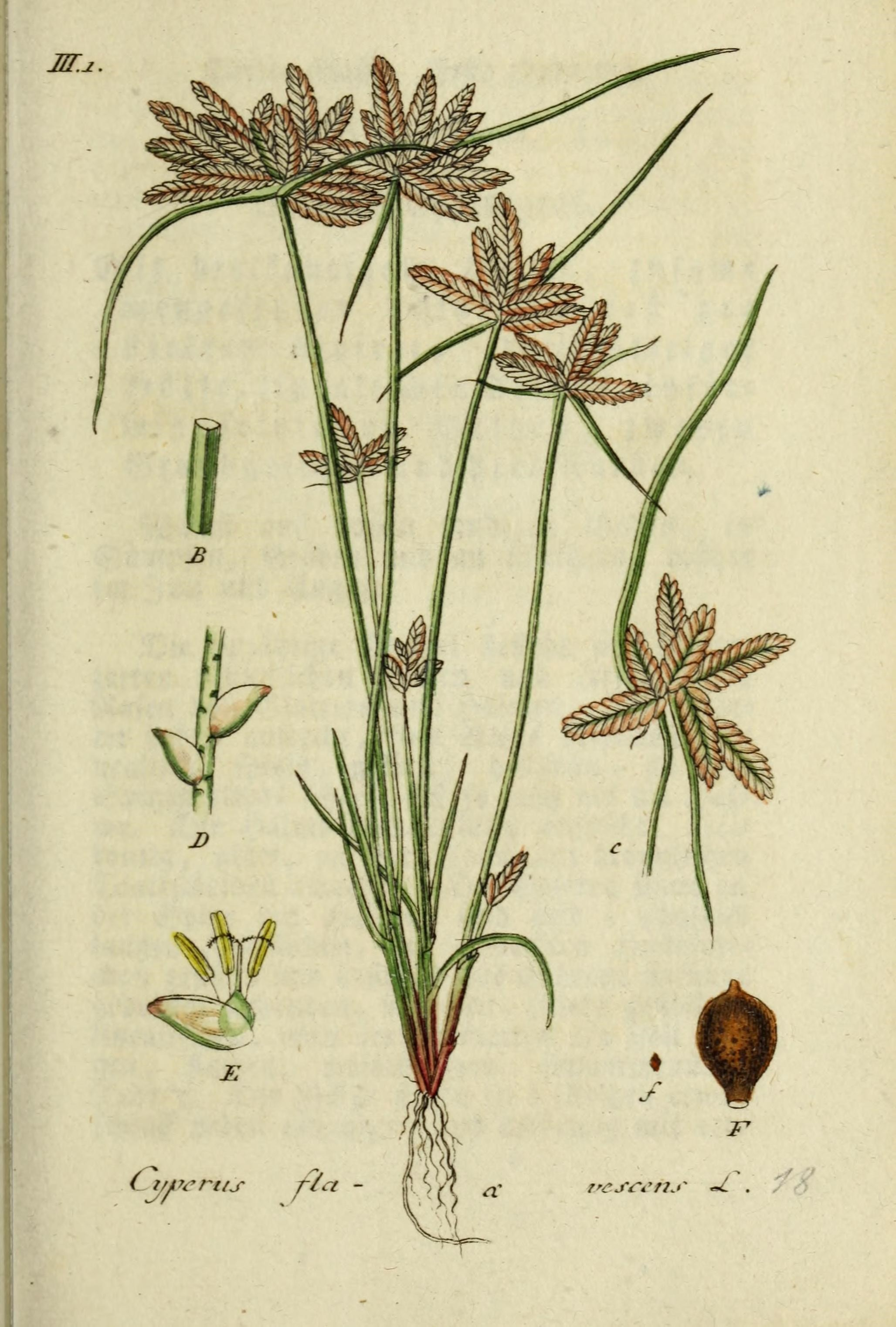